# Karl Lachmann
Karl Lachmann (Braunschweig, 4 marzo 1793 – Berlino, 13 marzo 1851) è stato un filologo classico tedesco.

## Biografia
Dopo gli studi compiuti a Lipsia e Gottinga, nel 1816 iniziò la propria attività di ricerca presso il Gymnasium di Friedrichswerder di Berlino diventando poi Privatdozent; qui assistette il collega, il germanista Friedrich Karl Köpke, nella sua edizione di Barlaam e Iosafat di Rudolf von Ems (1818), e lo aiutò anche in un'edizione delle opere di Walther von der Vogelweide. Nel 1818 fu nominato professore straordinario di Filologia classica presso l'Università di Königsberg e dedicò i propri studi anche ad antichi testi germanici. 
Insegnò poi filologia classica e tedesca presso l'Humboldt-Universität zu Berlin dal 1825 e nel 1830 venne ammesso alla locale Accademia delle Scienze.

## Lachmann e la scienza filologica
Studioso di filologia germanica, classica e neotestamentaria, nel 1850 pubblicò l'edizione critica del De rerum natura di Tito Lucrezio Caro, adottando per la prima volta in modo sistematico criteri meccanico-probabilistici che consentono – partendo da un grande numero di varianti – la scelta della lezione più vicina all'originale del testo.
Ancor oggi tale metodo, detto "metodo di Lachmann", è alla base della moderna scienza filologica: nonostante le molte rivisitazioni seguite alle critiche di Joseph Bédier sulla sua efficacia, è stato poi recuperato, pur con alcune significative innovazioni, verso gli anni trenta del Novecento grazie all'opera del filologo classico italiano Giorgio Pasquali.
Curò anche una pregevole edizione del Nuovo Testamento, pubblicata nel 1831.